# دير جلالة (الحديدة)
دير جلاله هي إحدى قرى مديرية الزيدية، التابعة لمحافظة الحديدة اليمنية، بلغ تعداد سكانها 1735 نسمة حسب الإحصاء الذي أجري عام 2004.